# Шалауров, Никита Павлович
Никита Павлович Шалауров (? — 1764) — русский промышленник-мореход из устюжских купцов, исследователь Северной Сибири.

## История
В 1748 году Бахов, Шалауров и купец Жилкин построили судно, намереваясь выйти в море и добраться до Камчатки. Жилкин отказался от плавания, решив двигаться наземным путём. Бахов и Шалауров с пятью товарищами дошли до Командорских островов, где судно было разбито штормом, летом когда он построили новое судёнышко, они добрались до Камчатки.
В 1754 году Бахов и Шалауров стали готовить новый поход с целью отыскать путь из Северного Ледовитого океана в Тихий. По пути впервые нанесли на карту остров Большой Ляховский. Достигнув Чаунской губы, Шалауров впервые её исследовал, а также нанес на карту побережье между нею и устьем Колымы. В 1764 году Шалауров отправился в новый поход на восток, который оказался последним. Он пропал без вести со всеми своими спутниками.
Нанёс на карту берег от Колымы до Чаунской губы. В 1764 самостоятельно достиг Шелагского мыса и обогнул его. Погиб у устья реки Веркунь.
Первая информация о месте его гибели была сообщена И. Биллингсом, который в 1791—1792 годах путешествовал по Чукотке. В дневнике Биллингса указано, что один чукотский старшина рассказал ему о существовании на побережье восточнее Шелагского мыса остатков хижины, построенной русским, спасшимся с большого корабля. Много лет тому назад чукчи вошли в хижину и нашли в ней несколько обглоданных волками и песцами скелетов. Многие годы спустя это место разыскал Ф. Ф. Матюшкин. Явных доказательств не оказалось, но все обстоятельства, место и время гибели позволили ему предположить, что здесь нашла свой конец экспедиция Шалаурова. Он был единственным мореплавателем, посетившим в те годы эту часть побережья Северного Ледовитого океана. По-видимому, обогнув наконец Шелагский мыс, Шалауров потерпел кораблекрушение возле этих пустынных берегов и умер от цинги со всеми своими спутниками (по другой версии от трихенеллеза, из-за употребления в пищу мяса медведей).

## Память
Именем Шалаурова названы острова в Чаунской губе, в устье Колымы, мыс на Новосибирских островах и мыс Шалаурова Изба, гора к западу от Чаунской губы.